# Apoplophora sarawaki
Apoplophora sarawaki är en kvalsterart som beskrevs av Wojciech Niedbała 2004. Apoplophora sarawaki ingår i släktet Apoplophora och familjen Mesoplophoridae. Inga underarter finns listade i Catalogue of Life.